# Portret van een onbekende vrouw
Portret van een onbekende vrouw (Russisch: Неизвестная) is een schilderij van de Russische kunstschilder Ivan Kramskoj, geschilderd in 1883, olieverf op linnen, 76,1 × 102,3 centimeter groot. Het toont een onbekende vrouw, vaak geassocieerd met Anna Karenina, in een open rijtuig. Het schilderij bevindt zich in de collectie van de Tretjakovgalerij te Moskou.

## Associatie met Anna Karenina
Het is niet bekend wie voor Kramskojs Portret van een onbekende vrouw model heeft gestaan. Bij de eerste expositie van het schilderij ontstond enige ophef omdat een aantal bezoekers veronderstelden dat het een prostituee betrof. Latere kunstcritici, meer recent nog Frederick Andresen en Rolf Schneider, menen op grond van Kramskojs vriendschap met Lev Tolstoj (die hij ook portretteerde), dat het portret geïnspireerd moet zijn door diens romanfiguur Anna Karenina.
Schneider citeert daarbij specifiek de volgende passage uit de roman, waarin de officier Vronski haar toekomstige minnares Anna voor het eerst ziet: "Met zijn ervaring als man van de wereld zag hij in één oogopslag dat deze dame tot de hoogste kringen behoorde. Hij vond het nodig nog eens naar haar om te kijken, niet omdat ze zo mooi was en evenmin vanwege haar charme en pretentieloze gratie, maar omdat in de vriendelijke uitdrukking van haar gezicht zoiets zachts en innemends lag. Haar glanzende grijze ogen, die donker leken onder de dichte wimpers, zagen hem een ogenblik vol warme belangstelling aan, alsof zij hem meende te herkennen. In dat korte ogenblik viel Vronski de ingehouden levensvreugde op, die van haar gezicht straalde en heen en weer flitste tussen haar blinkende ogen, en de bijna onmerkbare glimlach om haar rode lippen. Het was alsof haar hele wezen overvloeide van een teveel aan levenslust, dat zich onwillekeurig uitte in de glans van haar ogen, in het lachen van haar mond".
Kramskojs Portret van een onbekende vrouw sierde in de loop der jaren de omslag van tal van internationale uitgaven van Tolstojs roman.

## Afbeelding
Portret van een onbekende vrouw toont een trotse, enigszins hooghartig ogende jonge vrouw, gekleed in bont naar de laatste mode, met een luie oogopslag, donkere wenkbrauwen en sensuele lippen. Ze zit in een open rijtuig, gesitueerd tegen een klassieke winterse achtergrond, in Sint-Petersburg, bij de Anitsjkov-brug. Op de achtergrond is het Anitsjkov paleis zichtbaar.

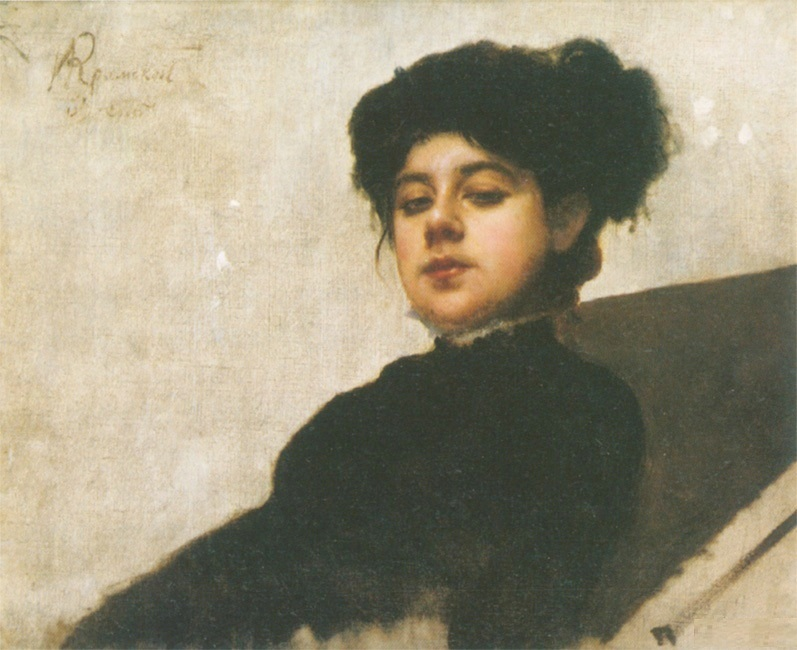
Studie, 1883, Kunsthalle zu Kiel.

Het werk werd door Kramskoj geschilderd in zijn laatste jaren, toen zijn roem zich op een hoogtepunt bevond. Portretten waren zijn specialiteit, maar hij maakte ook genrewerken en historische taferelen. Als voormalig retoucheur schilderde hij in een uiterst zorgvuldige realistische stijl. Hij had een sterke voorkeur voor typisch Russische thema's en de Russische levenswijze en zette zich af tegen de Westers georiënteerde elite van het land. Als zodanig zou hij uitgroeien tot een van de voornaamste voormannen van de kunstenaarsgroepering Peredvizjniki ("Zwervers").
Hoewel binnen de Peredvizjniki een toewijding aan het Russische volk werd gepredikt, valt Kramskojs Portret van een onbekende vrouw op door een duidelijk estheticistische inslag en het ontbreken van een morele boodschap. Dat wil zeggen, voor zover de schoonheid van het model en haar plaats in de hogere echelons van de maatschappij niet ook als sociaal-kritisch kunnen worden gezien: deze vrouw heeft evident geen weet van armoede en leed. Ze is duidelijk van een andere wereld.
Door zijn model de toeschouwer recht in de ogen te laten kijken creëert Kramskoj een nieuwe laag en extra psychologische diepgang. Ondanks haar afstandelijke, bijna demonische blik ontstaat een gevoel van verstandhouding, van nabijheid. Aldus verbeeldt Kramskoj op aanminnelijke wijze een sociale klasse die in het Rusland van de twintigste eeuw definitief weggevaagd zou worden, ook voor de huidige generatie.

## Model
Wie model heeft gestaan voor het schilderij is nooit bekend geworden. Kramskoj doet hierover in zijn correspondentie en dagboeken geen mededelingen. Na het gekrakeel tijdens de eerste expositie over de vraag of het wellicht een vrouw van lichte zeden betrof, besloot hij het werk Portret van een onbekende vrouw te dopen, daarmee benadrukkend dat de vrouw "eender wie" zou kunnen zijn, de vraag naar haar identiteit bewust onbeantwoord latend. Pavel Tretjakov weigerde na alle ophef het schilderij aan te kopen. Toen het in de loop der jaren uitgroeide tot een van de bekendste portretten uit de negentiende-eeuwse Russische schilderkunst werd het na zijn dood alsnog verworven door de Tretjakovgalerij.